# Opactwo Cystersów w Zirc
Opactwo Cystersów w Zirc – opactwo cysterskie w Zirc, w sercu Lasu Bakońskiego, w komitacie Veszprém na Węgrzech. Opactwo leży na terytorium archidiecezji veszprémskiej. Mimo burzliwych dziejów, od 1989 opactwo w Zirc jest ponownie czynnym klasztorem cysterskim. W roku 1982 kościół opacki pod wezwaniem Wniebowzięcia Najświętszej Maryi Panny został podniesiony przez papieża Jana Pawła II do rangi bazyliki mniejszej. Z funkcjonowaniem opactwa związane jest Bakońskie Muzeum Historii Naturalnej oraz jedno z najpiękniejszych na Węgrzech arboretum.

## Historia
Historię opactwa można podzielić na dwa zasadnicze etapy. Pierwszy obejmuje okres od chwili fundacji opactwa w 1182 do jego zniszczenia przez Turków w XVI w. Drugi etap rozpoczął się wraz z odbudową opactwa na początku XVIII w. i trwa do czasów współczesnych. W tym etapie wyróżnia się jednak okresy związane z bieżącą historią Europy.

### Pierwszy etap
Pierwsze opactwo na Węgrzech ufundowane zostało w 1142 roku w Cikádor. Przez prawie czterdzieści lat było to jedyne opactwo cysterskie na Węgrzech, mimo że w innych krajach powstawało wiele nowych placówek. Sytuacja ta zmieniła się dopiero za panowania króla Beli III, który był wielkim zwolennikiem i mecenasem opactw cysterskich. Z jego fundacji powstało kilka nowych opactw, wśród nich w 1182 ufundowane zostało Zirc.
W chwili fundacji mnisi otrzymali od króla tereny leśne we wzgórzach bakońskich, przeznaczone pod budowę opactwa. Uzyskali również liczne przywileje i donacje, na skutek czego opactwo wkrótce stało się jednym z bardziej znanych w kraju. Pierwsi zakonnicy przybyli do Zirc z opactwa Clairvaux, najliczniejszego wówczas opactwa cysterskiego, którego opatem był św. Bernard. Pierwotnie opactwo zwane było Bakony, a dopiero później przyjęto nazwę Zirc. Opactwo systematycznie się rozwijało. W 1232 mnisi z Zirc założyli klasztor Gotó (Honesta Vallis), znane obecnie jako Kutjevo i znajdujące się obecnie na terenie Chorwacji. Rozkwit opactwa trwał przez trzy wieki do roku 1552, kiedy to Turcy zajęli zamek Veszprém. Niedługo potem mnisi opuścili Zirc, a klasztor został splądrowany i zniszczony przez Turków. Wyludnione zostało również samo Zirc. Przez 150 lat klasztor pozostawał niezamieszkany.

### Drugi etap
W 1659 pozostałości dóbr klasztornych przekazane zostały opatowi z Lilienfeld. W 1660 mianowano nowego opata w Zirc (rezydującego w Pápa ze względu na zły stan obiektów w Zirc), którego zadaniem była ocena stanu klasztoru. Opat ten zginął jednak w 1678 w wyniku morderstwa (prawdopodobnie ze strony Turków). Klasztor Zirc przekazany został pod jurysdykcję klasztoru Klostermarienberg w Austrii, a w 1699 stał się własnością opactwa w Henrykowie. Opat dobrze funkcjonującego i zamożnego śląskiego opactwa Heinrich Kahlert (1681–1702)  wysłał tu swoich mnichów, którzy w 1700 rozpoczęli odbudowę klasztoru.

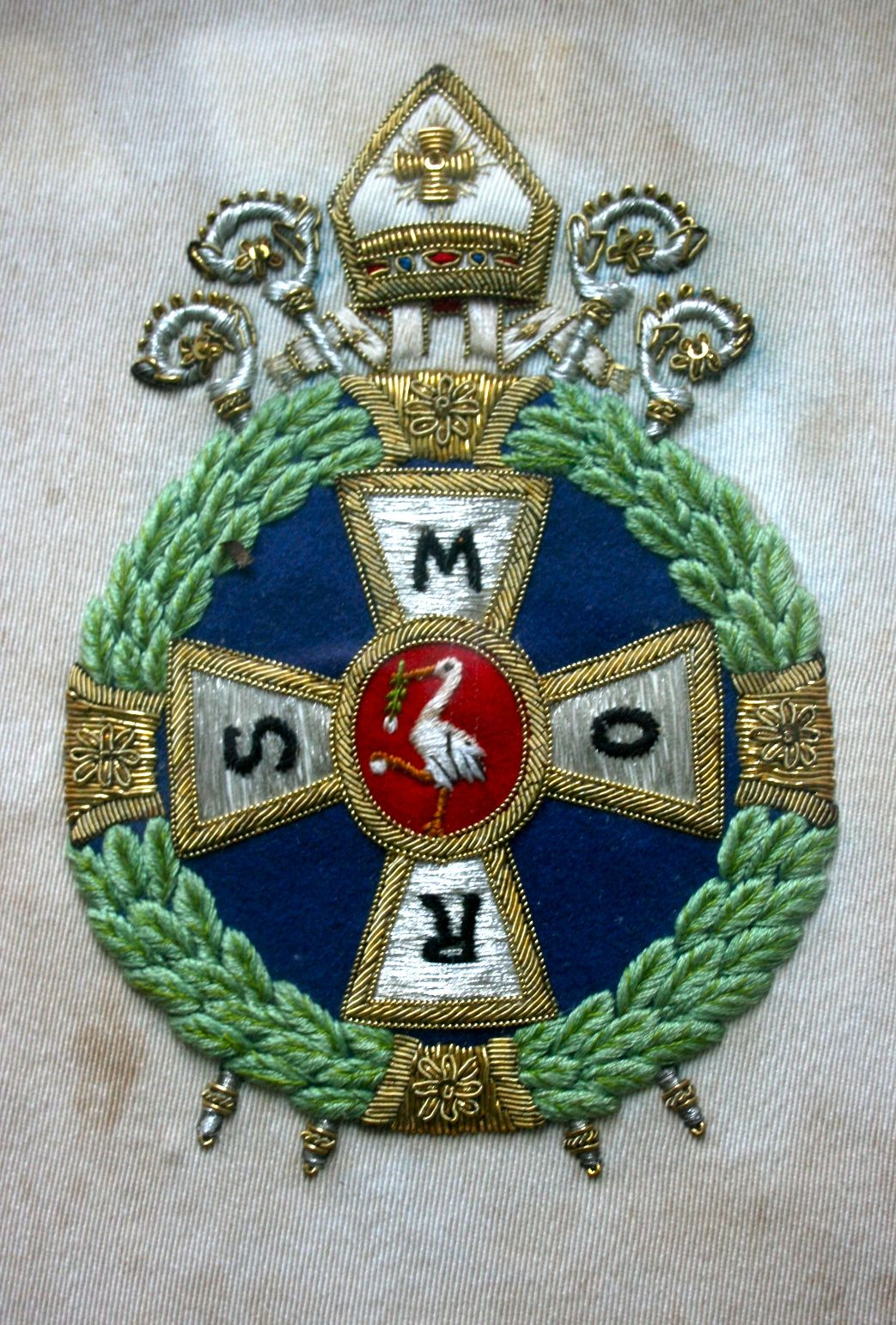
Herb opactwa nawiązujący do unii personalnej z Henrykowem

W niecałe pół wieku opactwo zostało odbudowane zyskując nowy barokowy blask zarówno kościoła, jak i klasztoru. W 1750 w opactwie przebywało 12 mnichów, a opat henrykowski mianował dla Zirc odrębnego administratora. 4 czerwca 1752 biskup Veszprému Márton Padányi Biró przeprowadził uroczystą konsekrację kościoła. Przez następne lata liczba zakonników stale wzrastała. W 1798 kiedy świętowano 700-lecie istnienia Cystersów oraz 600-lecie opactwa z Zirc, na 28 mnichów mieszkających w klasztorze, 11 było urodzonych na Węgrzech. Zakonnicy obsługiwali też okoliczne parafie. Mimo tak dobrej kondycji, aż do 1814 klasztor w Zirc nie miał własnego opata, a tytuł opata Zirc, jako równorzędny nosił opat z Henrykowa. Po likwidacji henrykowskiego opactwa i śmierci ostatniego opata, zerwane zostały związki Zirc z Henrykowem, a król Franciszek I mianował dotychczasowego przeora w Zirc Antala Drétę na stanowisko samodzielnego opata.
Funkcjonowanie klasztoru w Zirc jako samodzielnego opactwa pod rządami Dréty związane było z utrzymywaniem opieki nad szkołami pozostawionymi przez rozproszonych w 1773 jezuitów. Zirc sprawowało opiekę nad gimnazjami w Székesfehérvárze i Peczu, a także nad połączonymi gimnazjami w Egerze i Pásztó. W ten sposób węgierscy cystersi stali się zakonem nauczycielskim. Ze względów politycznych zostali oni odcięci od kontaktów z innymi zakonami w Europie oraz ze Stolicą Apostolską. Następca opata Dréty dobudował w klasztorze drugie piętro oraz całe zachodnie skrzydło, w którym współcześnie znajduje się biblioteka. Zirc stał się centrum cysterskim na Węgrzech.
W 1923 papież Pius XI ustanowił kongregację w Zirc, której konstytucja została zatwierdzona przez Stolicę Apostolską w 1941. Jeszcze przed II wojną światową wybudowano kilka nowych szkół, tak że kształciło się w nich łącznie około 2500 uczniów. Nawet w czasie wojny liczba mnichów stale rosła i w 1950 wynosiła 128 zakonników mających śluby wieczyste i 45 ze ślubami czasowymi.
Po wojnie nadszedł dla klasztoru czas kryzysu związany z prześladowaniami sowieckimi. W 1950 opat Zirc został aresztowany. Był więziony i torturowany przez 14 lat. Część zakonników opuściła klasztor i emigrowała do Stanów Zjednoczonych. Brali oni tam udział w tworzeniu Katolickiego Uniwersytetu w Dallas, a 1964 założyli nowe opactwo. Zakonnicy którzy pozostali w Zirc byli więzieni lub deportowani do obozów. Klasztor w 1950 przestał funkcjonować, a kościół przejął funkcje parafialne.
W 1987 Károly Kerekes z opactwa w Tyrolu został przez Watykan powołany na opata Zirc. W 1989 przywrócona została i uznana przez państwo kongregacja w Zirc. Na początku 1990 do Zirc powrócili mnisi przywracając opactwo do życia.

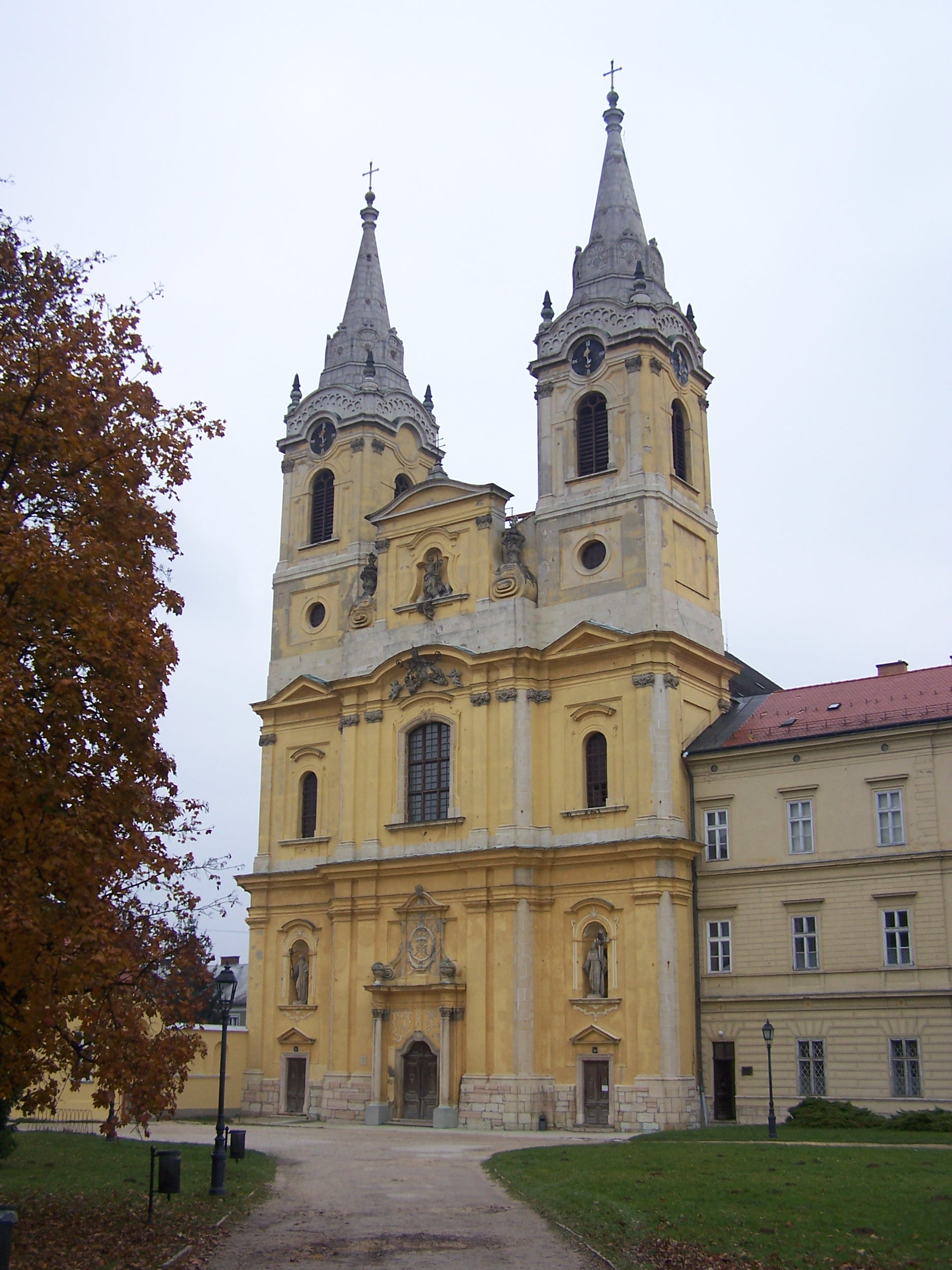
Fasada bazyliki
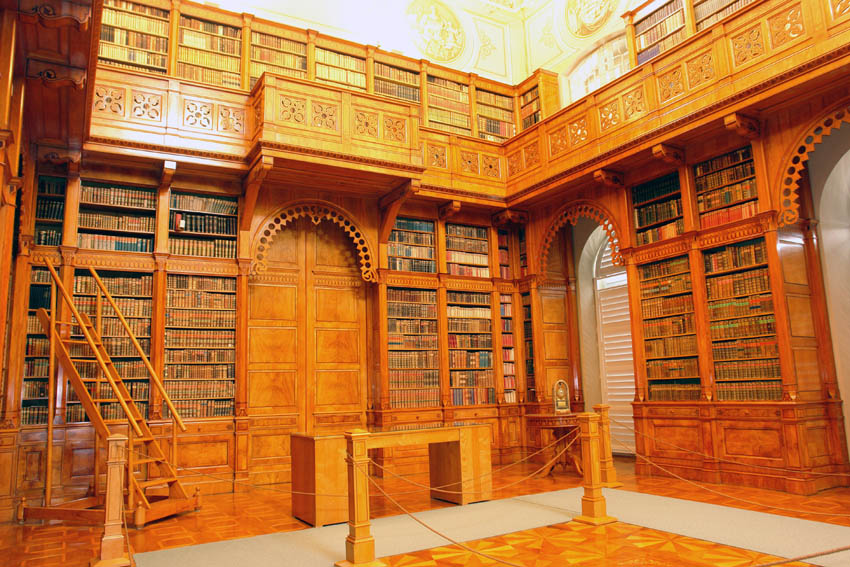
Biblioteka klasztorna
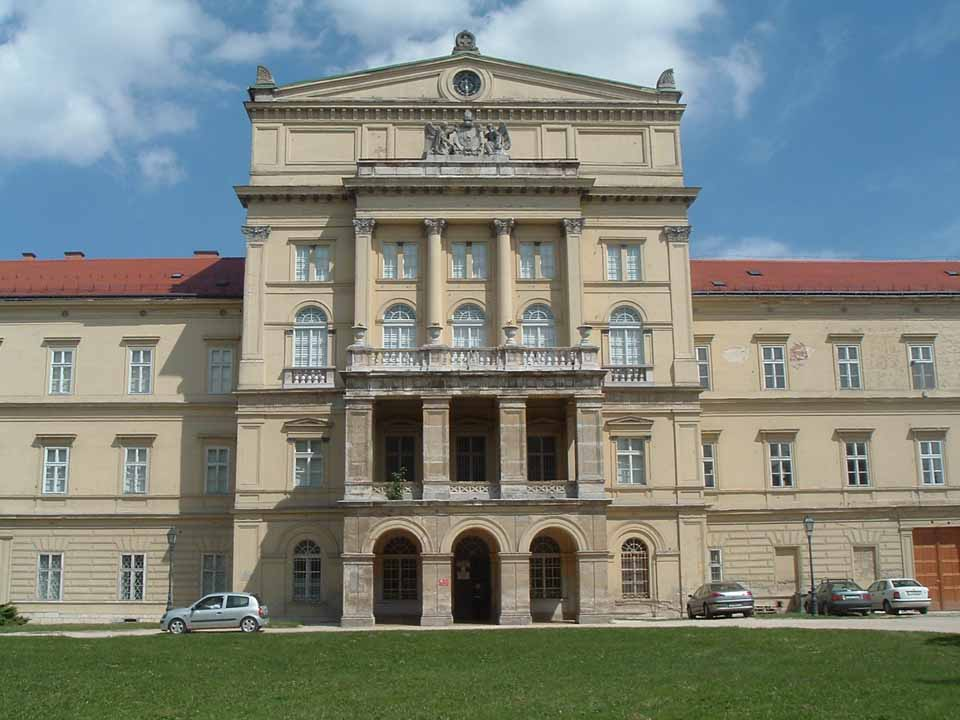
Fasada obejmująca muzeum
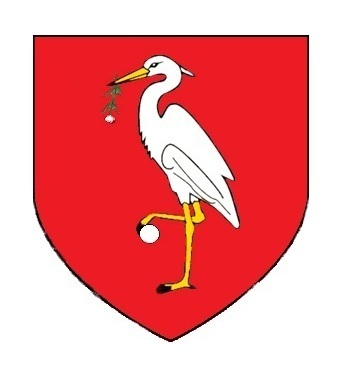
Herb opactwa w Zirc

## Architektura kościoła i klasztoru

### Kościół
Odbudowę bryły kościoła po zniszczeniach tureckich rozpoczęto w 1732, a ukończono w 1751. Do 1770 trwały prace wykończeniowe wewnątrz kościoła. Znacznych rozmiarów dwuwieżowy kościół ma wystrój późnobarokowy z elementami klasycystycznymi. Wewnątrz znajdują się bogato zdobione stalle, chór i ambona. W ołtarzu głównym znajduje się obraz Franza Maulbertscha Wniebowzięcie NMP. Wystrój uzupełniają liczne freski autorstwa Jozsefa Wagenmeistera oraz obrazy. Ze względu na znaczne zniszczenia i uszkodzenia dekoracji wewnętrznej w latach 1995–2005 prowadzono prace renowacyjne.
Od 1982 kościół nosi miano bazyliki mniejszej.

### Klasztor
Budynki klasztorne wzniesiono w stylu klasycystycznym. Największą atrakcją klasztoru jest piękna sala biblioteki. Wewnątrz zgromadzono 60 tysięcy cennych woluminów. Największe skarby to cenne inkunabuły, rzadkie książki i czasopisma. Pilnie strzeżone przez wieki, konserwowane i przechowywane, ze względów bezpieczeństwa nie są dostępne dla turystów.
Drugą atrakcją klasztoru jest Muzeum Historii Naturalnej Lasów Bakońskich. W muzeum zgromadzono opisy i zdjęcia wszystkich gatunków drzew rosnących w okolicy. Stałe wystawy w muzeum prezentują również kolekcję karpackich minerałów.

### Arboretum
Na południowy wschód od klasztoru znajduje się arboretum. Na powierzchni 18 hektarów rozciąga się park z różnorodnymi gatunkami roślin. W Domu Leśnym znajduje się wystawa na temat arboretum, ochrony przyrody oraz leśnictwa. W parku można zobaczyć okazy starych drzew (wiele gatunków jodły, modrzewi, cisów, tui), przejść kamiennymi mostami przez strumień Cuha, a w narożniku arboretum zwiedzić ruiny starego cysterskiego kościoła.